# Dirty Slippers
Die Dirty Slippers sind eine ungarische Pop-Rock-Band aus Gyula.

## Geschichte
Die Band wurde 2005 gegründet. 2008 veröffentlichten sie ihr erstes Musikalbum und gingen auf eine eigenständige Tournee. 2009 wurde ihre erste Single Élned kell als Werbelied einer ungarischen Kampagne eines Pharmakonzerns gegen Gebärmutterhalskrebs verwendet. Es folgten weitere Singles wie Te vagy a Fény, Hang vagy Jel und Egy a vége. 2010 spielte die Band gemeinsame Tourneen mit Republic, EDDA und Magna Cum Laude.
2012 erschien das Musikalbum Közel Hozzád, produziert von George Shilling. Es stieg auf Position 18 der ungarischen Charts von MAHASZ ein und konnte später bis auf Platz 13 klettern. Seit 2009 ist die Gruppe eine regelmäßige Vorband von Republic, sowohl in Arenen als auch auf Festivals. Sie absolvierten außerdem drei paneuropäische Tourneen mit The Coronas, Rezident EX und The Last Vegas. 2013 spielten sie 99 Konzerte.
2014 ging die Band auf eine Tournee mit 84 Stationen, die bedeutendsten ungarischen Festivals inbegriffen. 2015 erschien das Musikalbums Múzsa, gefolgt von einer Tournee mit 50 Stationen anlässlich des 10-jährigen Bestehens der Band.